# Peter M. Bode
Peter Mathias Bode (* 24. Januar 1937 in Kassel; † 3. Oktober 2019 in München) war ein deutscher Architektur-, Kunst- und Kulturkritiker, Autor, Journalist, Ausstellungskurator, Hochschullehrer und Künstler. Er wurde 1970 vom Bund Deutscher Architekten mit dessen Preis für Architekturkritik ausgezeichnet.

## Leben
Er kam 1937 in Kassel als Sohn von Marie-Louise Kaufmann und des Künstlers, Kurators, Hochschullehrers und Kunstpädagogen Arnold Bode zur Welt, der 1955 die Documenta als Ausstellungsreihe für zeitgenössische Kunst gründen sollte. Den Großteil seines Lebens verbrachte Peter M. Bode allerdings in München.
Ab 1963 schrieb er dort für die Süddeutsche Zeitung und war in deren Feuilletonredaktion Spezialist für Städtebau, Architektur und Innenarchitektur. Im Herbst 1974 wechselte er innerhalb der Stadt den Arbeitgeber und wurde Redaktionsmitglied im Ressort Kultur I des Nachrichtenmagazins Der Spiegel und in späteren Jahren arbeitete er lange als Feuilletonchef für die Abendzeitung. Darüber hinaus war er zeitweise als freier Mitarbeiter für die Frankfurter Allgemeine Zeitung sowie für die Kunstzeitschrift art tätig, wirkte an Architektursendungen für Fernsehen und Hörfunk mit und steuerte Beiträge für fachspezifische Nachschlagewerke bei. Nachweislich zumindest 1981 bekleidete er auch eine Professorenstelle an der FH Nürnberg.
Peter M. Bode lebte im Münchner Stadtbezirksteil Waldperlach. Im Ruhestand wurde er zunehmend auch selbst künstlerisch aktiv und schuf dabei vor allem plastische Objekte, die „den Gegensatz von Chaos und Ordnung ebenso heiter wie handgreiflich thematisieren“. Es entstanden zahlreiche Stab- und Lichtwerke, Kaleidoskopfotografien und Spaß-Maschinen. Im August 2016 versteigerte er den Großteil seines Fundus zugunsten der Organisation Ärzte ohne Grenzen. Etwas mehr als drei Jahre später starb er im Alter von 82 Jahren.

## Werkbeispiele

### Selbstverständnis als Kritiker
Bode verfasste das Vorwort zu der 1968 publizierten Wiederauflage von Albert Dresdners Werk Die Entstehung der Kunstkritik im Zusammenhang der Geschichte des europäischen Kunstlebens. Darin kontrastierte er zwei Arten von Kunstkritikern, die sich, obschon beiden die Mittlerstellung im magischen Dreieck der Beziehung Kunstwerk–Interpretation–Publikum gemein sei, seiner Meinung nach gravierend unterscheiden würden. Der erste Typ ringe kühl, distanziert und skeptisch um betont emotionslose Objektivität zum Zwecke einer beinah steril zu nennenden Ästhetik. Der zweite Typ hingegen sei ein „Manager [und] engagierter Theoretiker“ im Kampf um den Künstler eigener Präferenz, dessen Werken es eine gute Marktposition zu verschaffen gelte. Bode beklagte diese Dualität und äußerte, dass er eine Kritikerpersönlichkeit vermisse, die beide Aspekte in sich vereine – ein Kritiker, der „offen ist nach allen Seiten hin, der sich engagiert für Qualität und nicht für ein Dogma; der sich einsetzt für die Anerkennung und das Verständnis von Kunst an sich und nicht für den persönlichen Erfolg eines einzelnen Künstlers.“

### Schriftliche Architektur- und Kunstkritik
Zusammen mit zahlreichen Städteplanern und Architekten, aber auch vielen Vertretern der interessierten Öffentlichkeit – aus denen sich zu dieser Zeit das Münchner Forum gründete – war er ein harscher Kritiker der Ausgestaltung des Wiederaufbaus Münchens nach dem Zweiten Weltkrieg. Bode sah zahlreiche stadtplanerische Versäumnisse im ersten Nachkriegsjahrzehnt und bezeichnete den schließlich im Juli 1963 vorgelegten und auf 30 Jahre ausgerichteten städtebaulichen Entwicklungsplan, der das Verkehrskonzept einer autogerechten Stadt beinhaltete, nach fünf Jahren 1968 als „schon jetzt überholt“.
Zwei Jahre später bemängelte er die Innenausstattung des neugebauten Düsseldorfer Schauspielhauses. Günter Grote, ein persönlicher Freund des Architekten Bernhard Pfau, hatte den Auftrag zur Dekoration des Foyers und des eisernen Vorhangs erhalten und unter anderem wulstige Polyesterblasen bei den Garderoben sowie das sogenannte „Goldene Mosaik“ im Wandelgang gestaltet. Kunstkritikern galt Grote 1970 „längst als klassischer Nachkriegsabstrakter, dessen schlichte Formensprache komplett aus der Mode gekommen war“. Darauf abhebend nannte Bode seinen Wandschmuck im Schauspielhaus eine „verquetschte, unglückliche Kunstbemühung, die der Architektur nur schadet. [...] Ich begreife nicht, dass sich mit dem Theater noch immer das inständige Bedürfnis nach überflüssigem Luxus verbindet.“
In seinen Architekturkritiken befasste sich Bode häufig mit gewerblichen oder öffentlichen Gebäuden. Gleichwohl äußerte er sich auch zu veränderten Gestaltungsmustern und vor allem Gestaltungsvorgaben privater Wohnräume. Nachdem 1972 eine Studie der Eberhard-Karls-Universität Tübingen ergeben hatte, dass die Wunschvorstellungen der Studienteilnehmer hinsichtlich der Einrichtung des eigenen Schlafzimmers und vorhandene Einrichtungen – durch alle sozialen Schichten hindurch – sehr stereotyp waren (ein Doppelbett, Nachtkästchen, ein Schrank, unter Umständen noch eine Frisierkommode), wies er darauf hin, dass dieses Schema, das zum „negativen verbindlichen Modell“ erstarrt sei, durch die genaue Übereinstimmung des Möbelangebots und der Bemessungen der in den Baubeschreibungen als Schlafzimmer ausgewiesenen Räume gestützt werde. Der Gesetzgeber schreibe „für den sozialen Wohnungsbau genauestens vor, wie groß ein Norm-Schlafzimmer zu sein hat, ebenso groß oder so klein, dass die [...] Monstren aus der Schlafmöbelwelt gerade noch unterkommen.“

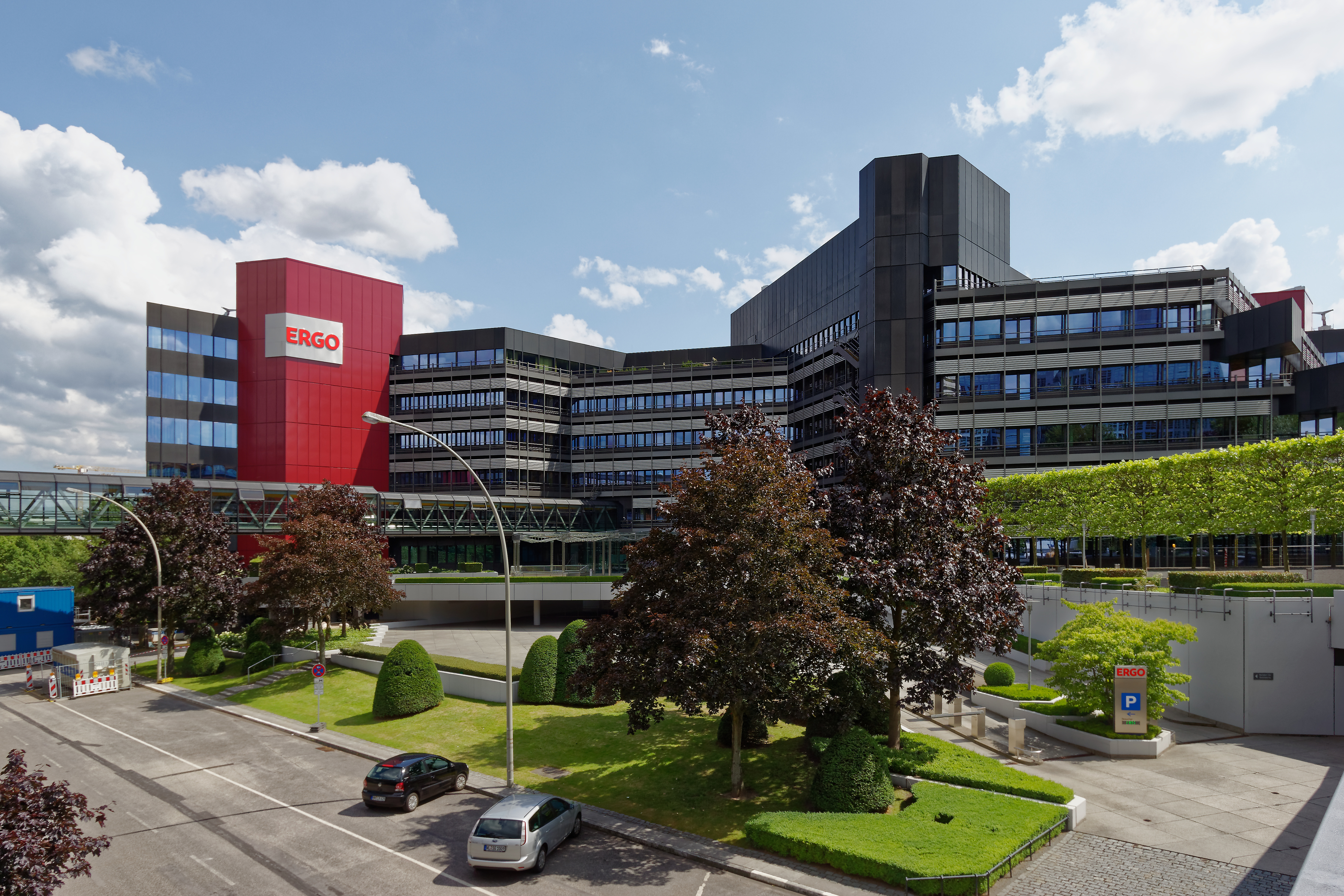
Das 1974 eröffnete Verwaltungsgebäude der Hamburg-Mannheimer Versicherung in Hamburg war wegen seiner außergewöhnlich großen ausgelegten Großraumbüros scharfer Kritik Bodes ausgesetzt.

In einem 1975 erschienen Artikel übte Bode grundsätzliche Kritik an der zeitgenössischen Büroarchitektur. Insbesondere das 1974 fertiggestellte Verwaltungsgebäude der Hamburg-Mannheimer Versicherung am Überseering 45 in der Hamburger City Nord lehnte er entschieden ab. Der Neubau war beim Einzug eines der größten Bürohäuser Europas und bot 2500 Angestellten Platz. Es dokumentierte den Anfang der 1970er Jahre vorherrschenden „Trend zu immer größeren Großraumstrukturen und ausgefallenen Gebäudeumrissen“; das größte Großraumbüro maß 6054 Quadratmeter und erstreckte sich über eine gesamte Etage. Heutzutage gilt das Gbeäude als herausragendes Beispiel der deutschen Nachkriegsmoderne und seit 2019 steht es unter Denkmalschutz. Bode beurteilte es folgendermaßen:
„Die kürzlich eröffnete Zentrale der ‚Hamburg-Mannheimer‘ ist das Prunkstück der verwegen einseitigen Hamburger ‚City Nord‘. Hierzulande haben die Verwaltungsplaner eine ganze Ideologie um die Großraumidee gesponnen. [...] Deutsche Planer und Denker haben mit philosophischer und soziologischer Gründlichkeit bewiesen, dass der Großraum das Beste sei, für den angestellten Büromenschen und auch für das Unternehmen, wegen der besseren Kommunikation für die einen und wegen der höheren Effizienz für die anderen. Dem Ausmaß nach oben sind keine Grenzen gesetzt: über fünfhundert arbeitende Personen in einem durchgehenden Raum. Bei solchen Dimensionen muss letztlich auch der cleverste Architekt versagen.“
Im gleichen Jahr 1975 fällte Bode auch ein vernichtendes Urteil über die Bundesgartenschau in Mannheim. Die Veranstaltung hatte ihm zufolge „mit Natur [...] wenig zu tun“ – stattdessen hätten die Betonproduzenten ein „Freudenfest“ feiern können.
Ein wiederkehrendes Thema in Bodes Kritiken war die von ihm attestierte Zerstörung dörflicher Architektur. Zwar würden Neubauten manchmal mit „scheinbar ländlichen Elementen“ getarnt (Bode sprach in diesem Fall abwertend vom sogenannten „Jodlerhausstil“), doch dies könne „den Vormarsch des Einheitsbungalows nicht stoppen, der das Land von der Küste bis zu den Alpen millionenfach versaut“. In einem Spiegel-Artikel vom April 1976 fasste er seine Sichtweise zusammen:

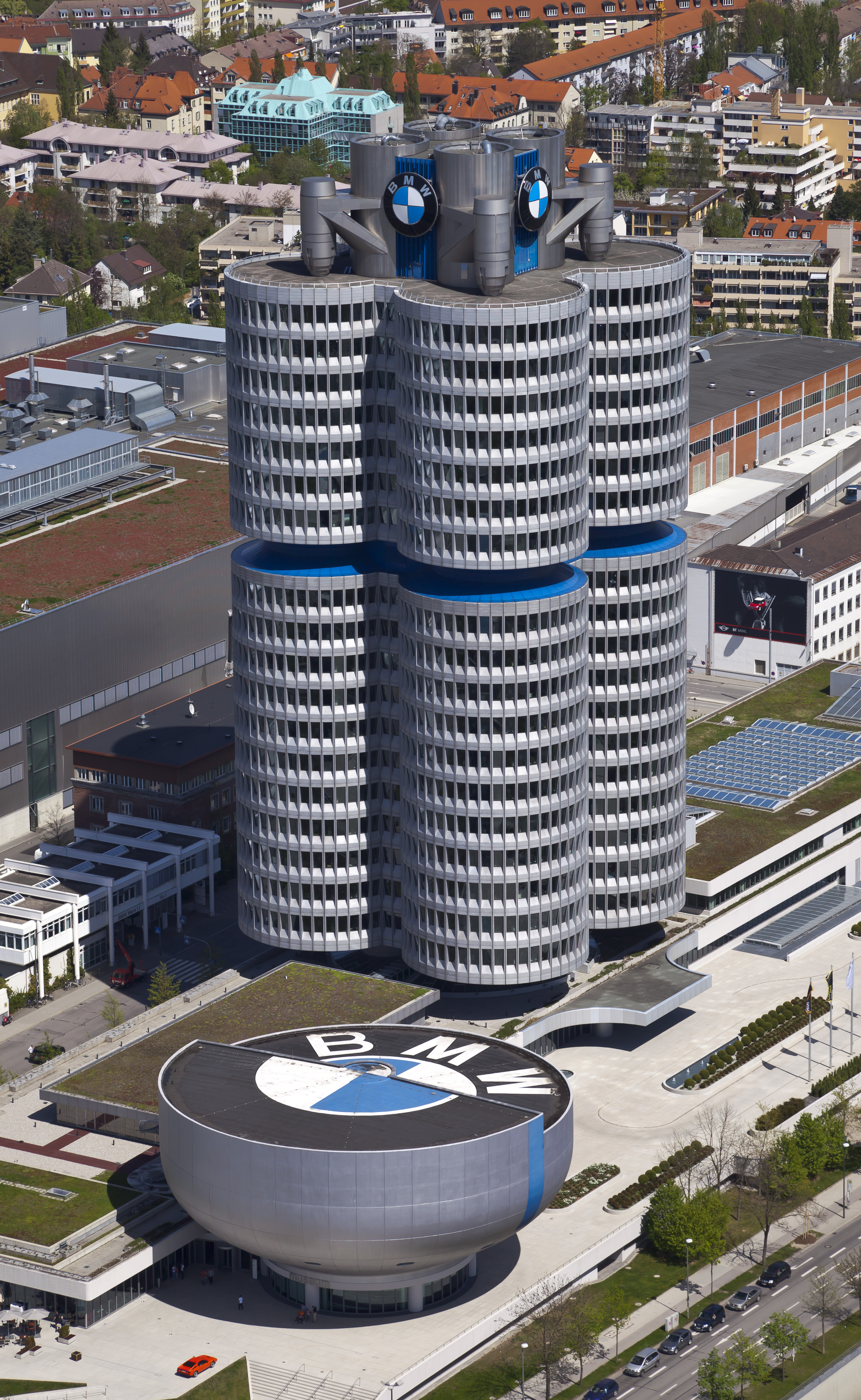
Die 1973 eröffnete BMW-Konzernzentrale in München gefiel Bode als „ein städtebauliches Ensemble von ungewöhnlichem Reiz“.

„Bäuerliche Wohnkultur pflegen – gleichgültig, ob das Dorf in Bayern, Niedersachsen oder Schleswig-Holstein liegt – allenfalls noch zwei oder drei landverliebte Städter. Die Landleute selber haben sich allesamt den herrschenden kleinbürgerlich-industriellen Geschmacksnormen angepasst – Tele-Kultur in deutschen Landen; gleiche Chancen, gleicher Kaufhausstil für alle. [...] Im bundesdeutschen Einheitshaus, einer Kümmerform der ehemaligen Villa, spielt sich dieser Alptraum vom uniformen, stadtähnlichen Wohnen ab, bundesweit, zunächst in den wuchernden Ausläufern der Städte, doch inzwischen auch in den entlegensten Dörfern. Und von der Küste bis zu den Alpen sieht diese spießige Hausmacher-Architektur immer gleich aus. [...] Die Verheerungen des Landes und der Dörfer durch schlechtes Bauen, schlechtes Planen und Missachtung aller Traditionen werden erst nachlassen, wenn dieser ‚Raubbau durch Aufbau‘ von den Betroffenen selbst als hässlich und lebensfeindlich empfunden wird, wenn sie sich nicht mehr durch die Industrie manipulieren lassen und sich wieder auf ihre Quellen besinnen, statt nach schlechten städtischen Vorbildern zu schielen. Vereinzelte Orte, in denen sich mittlerweile ein Bewusstsein für Bauqualität entwickelt hat, haben sich eine verbindliche Gestaltungsordnung gegeben, die bestimmt, welche Materialien und Formen dem Ortsbild zuträglich sind und welche nicht. Sollen wenigstens die Reste von ländlichem Charme bewahrt werden, müssten sich alle Gemeinden eine solche ‚Lex Dorfschönheit‘ zulegen.“
In seinen Kritiken verteilte Bode allerdings keineswegs ausschließlich negative Wertungen, sondern fand in seinen Büchern und Artikeln auch lobende Worte für zahlreiche Architekten, Bauten und Künstler. Über Peter Behrens, den Pionier des modernen Industriedesigns, äußerte er sich beispielsweise sehr wohlwollend und war der Ansicht, dass dessen „Wille zur Architektur als Kunst der Raumgestaltung“ mehrere Charakterzüge in sich vereine – „kühle Rationalität, aber auch glühendes Verzücktsein, konservatives Denken, aber auch kühnes Voranschreiten“. Überschwängliches Lob erhielt unter anderem auch die von Karl Schwanzer entworfene und Anfang der 1970er Jahre eingeweihte Unternehmenszentrale des Automobilkonzerns BMW in München, zu der er anmerkte, dass deren Architektur „in ästhetischer, konstruktiver und technischer Hinsicht eine bemerkenswerte Ausnahme“ sei und die Gebäudegruppe „als Beispiel einer formbetonten Architektur neue Maßstäbe“ setze. Weiterhin führte er aus:
„Die prägnante, vierfach gekerbte Rundform des in hängender Konstruktion errichteten Verwaltungsgebäudes bildet zusammen mit dem langgestreckten Betriebsgebäude, das sich unter dem Hängehaus herzieht, und der kühnen Schale des Automobilmuseums ein städtebauliches Ensemble von ungewöhnlichem Reiz.“

### Organisation von Ausstellungen
In den 1970er und 1980er Jahren war Bode an der Gestaltung von mehreren Wanderausstellungen beteiligt. Er arbeitete dafür mit dem Mediziner Rüdiger Disko (1937–2006) zusammen, der an der TU München zu Tropenhygiene und medizinischer Parasitologie forschte.
- Ausgehend von seinem Unmut über die in seinen Augen architektonisch verheerenden Neubauten auf dem Land und das Verschwinden traditioneller dörflicher Architektur konzipierte und kuratierte er gemeinsam mit Disko die Wanderausstellung „Vandalenland oder Bauen als Umweltzerstörung“, die ab Juli 1975 unter anderem im Münchner Stadtmuseum, im Kunstmuseum Bochum, in Regensburg sowie in Salzburg zu sehen war.[13]
- Einige Jahre später erarbeiteten beide die Ausstellung „Gebaute Heimat – schön oder kaputt?“,[3] die im Mai und Juni 1981 in der FH Nürnberg präsentiert wurde. Weitere Stationen waren dann im Januar 1982 der Standort Mainz I der FH Rheinland-Pfalz[16] und im Sommer 1988 das oberpfälzische Kloster Speinshart.[17] Bode äußerte sich zum Ansinnen der Ausstellung folgendermaßen: „Wir wollen hier für eine gute Sache, für ein besseres Bauen, für eine schönere und menschlichere Umwelt streiten. Lasst uns retten, was noch zu retten ist. Mut auch zur ‚Rückwärtsveränderung‘, wenn es sein muss. Beginnen wir damit vor der eigenen Haustür. Jetzt.“[18]
- Zusammen mit Disko, dem Dokumentarfilmer Dieter Wieland sowie Wolfgang Zängl (* 1948) initiierte er 1983 die Ausstellung „Grün kaputt – Landschaft und Gärten der Deutschen“,[19] die sich kritisch mit der Zerstörung von Landschaft und Grünflächen auseinandersetzte, naturnahe Gärtengestaltung propagierte und als Gegenentwurf zur damals in München stattfindenden Internationalen Gartenbauausstellung gedacht war. Sie wurde unter anderem im Münchner Stadtmuseum, im Naturhistorischen Museum in Wien sowie im Deutschen Hygiene-Museum in Dresden gezeigt.[20]

## Auszeichnungen
- 1970: BDA-Preis für Architekturkritik

## Publikationen (Auswahl)
Monographien
- Peter M. Bode: Entscheidung zur Form – Monographie eines Baues. Modulverlag, 1973, ISBN 978-3-900507-01-5, 120 Seiten.
- Peter M. Bode: Unser Lebensraum braucht Schutz. Denkmalschutz. Aktion Gemeinsinn, 1975, 49 Seiten.
- Paolo Nestler; Peter M. Bode: Deutsche Kunst seit 1960 – Architektur. Bruckmann Verlag, 1976, ISBN 978-3-7654-1654-5, 268 Seiten.
- Peter M. Bode; Gustav Peichl: Architektur aus Österreich seit 1960. Residenz Verlag, 1980, 183 Seiten.
- Dieter Wieland; Rüdiger Disko; Peter M. Bode (Hrsg.): Grün kaputt. Landschaft und Gärten der Deutschen. Raben Verlag, 1983, ISBN 978-3-922696-43-8, 202 Seiten.
- Peter M. Bode: Architektur zum Wohnen. 100 Beispiele in Stadt und Land. Süddeutscher Verlag, 1985, 220 Seiten.
- Peter M. Bode; Sylvia Hamberger; Wolfgang Zängl: Alptraum Auto. Eine hundertjährige Erfindung und ihre Folgen. Raben Verlag, 1986, ISBN 978-3-922696-46-9, 240 Seiten.
- Peter M. Bode: München in den 50er Jahren. Architektur des Wiederaufbaus am Beispiel von Hans Fries. Buchendorfer Verlag, 1992, ISBN 978-3-927984-14-1, 128 Seiten.

Beiträge in Sammelwerken und anderes
- Peter M. Bode: Bayerns Gloria – Anmerkungen zum Armeemuseum im Hofgarten. In : Adrian von Buttlar; Traudl Bierler-Rolly (Hrsg.): Der Münchener Hofgarten. Beiträge zur Spurensicherung. Süddeutscher Verlag, 1988, ISBN 978-3-7991-6417-7, Seiten 122–127.
- Peter M. Bode: Mehr Tradition als Aufbruch. Bauen in München – vor der Jahrhundertwende. In: Richard Bauer; Stadtarchiv München (Hrsg.): Ansichten und Einsichten. Hans Grässels Fotosammlung zur Architekturgeschichte Münchens 1860–1945. Heinrich Hugendubel Verlag, ISBN 978-3-88034-749-6, 1994, Seiten 27–38.